# Hottot-les-Bagues
Hottot-les-Bagues és un municipi francès situat al departament de Calvados i a la regió de Normandia. L'any 2007 tenia 464 habitants.

## Demografia

### Població
El 2007 la població de fet de Hottot-les-Bagues era de 464 persones. Hi havia 158 famílies de les quals 24 eren unipersonals (16 homes vivint sols i 8 dones vivint soles), 47 parelles sense fills, 75 parelles amb fills i 12 famílies monoparentals amb fills.
La població ha evolucionat segons el següent gràfic:
Habitants censats

### Habitatges
El 2007 hi havia 171 habitatges, 162 eren l'habitatge principal de la família, 4 eren segones residències i 4 estaven desocupats. 165 eren cases i 6 eren apartaments. Dels 162 habitatges principals, 126 estaven ocupats pels seus propietaris, 32 estaven llogats i ocupats pels llogaters i 4 estaven cedits a títol gratuït; 1 tenia una cambra, 8 en tenien dues, 15 en tenien tres, 48 en tenien quatre i 91 en tenien cinc o més. 152 habitatges disposaven pel capbaix d'una plaça de pàrquing. A 68 habitatges hi havia un automòbil i a 88 n'hi havia dos o més.

### Piràmide de població
La piràmide de població per edats i sexe el 2009 era:
| Homes | Edats   | Dones |
| ----- | ------- | ----- |
| 0     | 95 o +  | 0     |
| 0     | 90 a 94 | 0     |
| 4     | 85 a 89 | 0     |
| 0     | 80 a 84 | 8     |
| 8     | 75 a 79 | 0     |
| 4     | 70 a 74 | 8     |
| 12    | 65 a 69 | 12    |
| 8     | 60 a 64 | 8     |
| 16    | 55 a 59 | 20    |
| 20    | 50 a 54 | 24    |
| 8     | 45 a 49 | 8     |
| 12    | 40 a 44 | 4     |
| 20    | 35 a 39 | 16    |
| 20    | 30 a 34 | 24    |
| 40    | 25 a 29 | 8     |
| 12    | 20 a 24 | 28    |
| 12    | 15 a 19 | 20    |
| 8     | 10 a 14 | 20    |
| 8     | 5 a 9   | 12    |
| 28    | 0 a 4   | 16    |

## Economia
El 2007 la població en edat de treballar era de 285 persones, 219 eren actives i 66 eren inactives. De les 219 persones actives 200 estaven ocupades (115 homes i 85 dones) i 20 estaven aturades (7 homes i 13 dones). De les 66 persones inactives 23 estaven jubilades, 20 estaven estudiant i 23 estaven classificades com a «altres inactius».

### Ingressos
El 2009 a Hottot-les-Bagues hi havia 167 unitats fiscals que integraven 474 persones, la mediana anual d'ingressos fiscals per persona era de 17.933 €.

### Activitats econòmiques
Dels 14 establiments que hi havia el 2007, 4 eren d'empreses de construcció, 3 d'empreses de comerç i reparació d'automòbils, 1 d'una empresa de transport, 1 d'una empresa d'hostatgeria i restauració, 3 d'empreses d'informació i comunicació i 2 d'empreses de serveis.
Dels 5 establiments de servei als particulars que hi havia el 2009, 1 era un taller de reparació d'automòbils i de material agrícola, 2 guixaires pintors, 1 fusteria i 1 lampisteria.
L'any 2000 a Hottot-les-Bagues hi havia 10 explotacions agrícoles.

## Equipaments sanitaris i escolars
El 2009 hi havia una escola maternal integrada dins d'un grup escolar amb les comunes properes formant una escola dispersa.

## Poblacions més properes
El següent diagrama mostra les poblacions més properes.